# Ристи (волость)
Ри́сти (эст. Risti ) — бывшая волость в Эстонии в составе уезда Ляэнемаа.

## Положение
Площадь волости — 167,8 км², численность населения на  1 января 2008 года составляла 863 человек.
Административный центр волости — посёлок Ристи. Помимо этого на территории волости находятся ещё 4 деревни.
Статус муниципалитета волость получила 20 февраля 1992 года.